# Samsun Grand Prix
Il Samsun Grand Prix è un torneo internazionale di judo tenutosi a Samsun, Turchia. Fa parte del circuito IJF World Tour, ad oggi si sono svolte 4 edizioni.

## Edizioni
Di seguito la tabella delle ultime edizioni del meeting.
| Edizione | Anno | Data         | Circuito            | Dettagli               | Rif.  |
| -------- | ---- | ------------ | ------------------- | ---------------------- | ----- |
| 1°       | 2013 | 30-31 marzo  | IJF World Tour 2013 | Samsun Grand Prix 2013 | [ 1 ] |
| 2°       | 2014 | 28-30 marzo  | IJF World Tour 2014 | Samsun Grand Prix 2014 | [ 2 ] |
| 3°       | 2015 | 27-29 marzo  | IJF World Tour 2015 | Samsun Grand Prix 2015 | [ 3 ] |
| 4°       | 2016 | 01-04 aprile | IJF World Tour 2016 | Samsun Grand Prix 2016 | [ 4 ] |